# Тоб, Астри
Астрид (Астри) Линнея Матильда Тоб, урождённая Бергман (швед. Astrid (Astri) Linnéa Mathilda Taube; 9 декабря 1898, Стокгольм — 23 декабря 1980, там же) — шведская художница и скульптор.

## Биография и творчество
Астрид Бергман родилась в 1898 году в Стокгольме, в семье Германа и Мелен Бергман. Она была старшей из четверых детей. Её отец занимался художественной ковкой и имел собственную мастерскую. С ранних лет Астри общалась с выдающимися скульпторами, такими как Карл Миллес (ставший её крёстным отцом), Карл Эльд и Кристиан Эрикссон. Она также получила хорошее художественное образование: вначале в Технической школе, затем в скульптурной школе Сигрид Бломберг, после чего училась живописи в школах Калеба Альтина и Карла Вильгельмссона. В 1920 году она продолжила обучение во Франции, в Париже, а потом, вернувшись в Швецию, поступила в Королевскую академию искусств в Стокгольме.

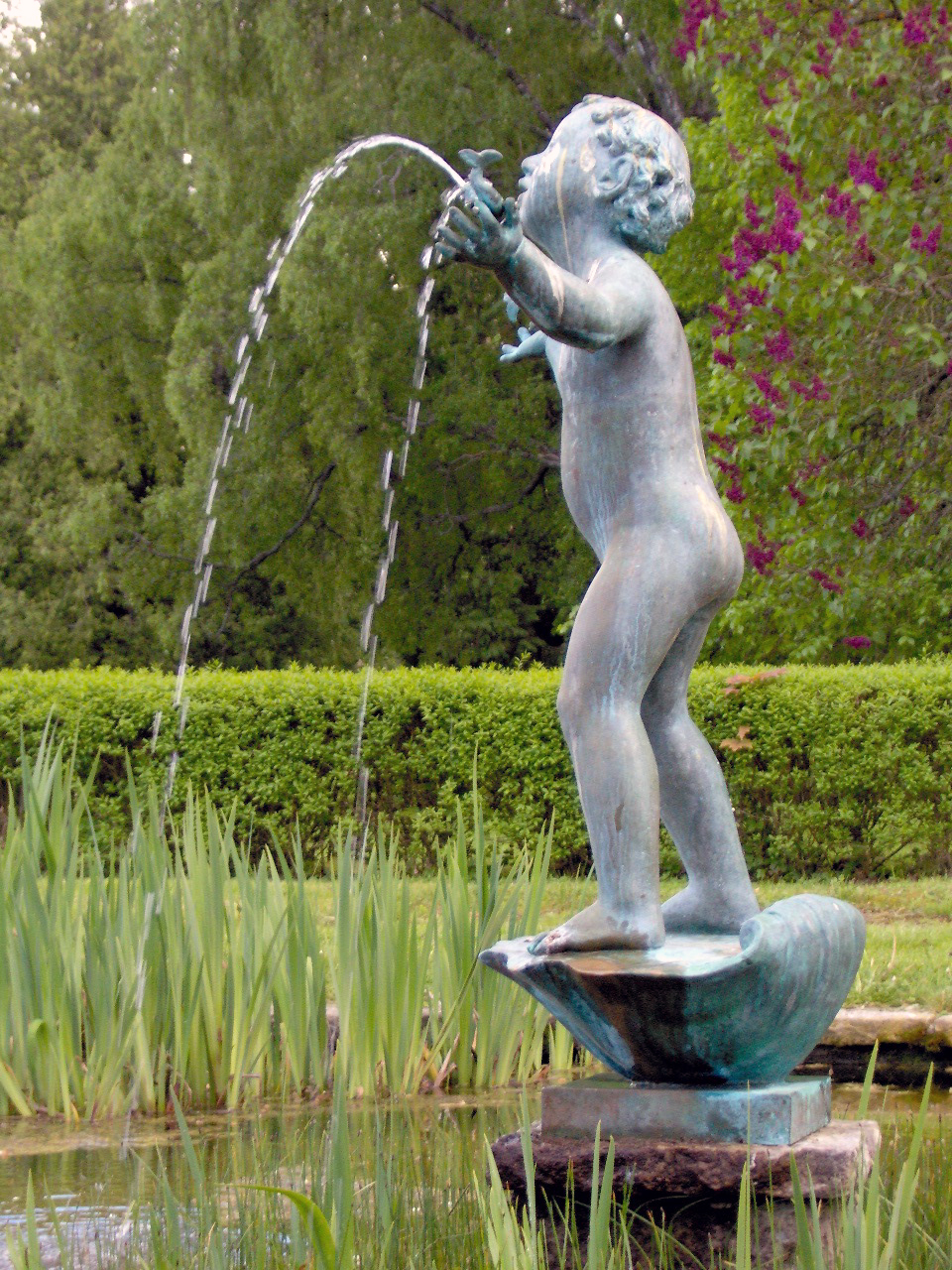
Астри Тоб. Мальчик с рыбами

В Париже Астри Бергман познакомилась с писателем, художником и композитором Эвертом Тобом. В 1925 году они стали мужем и женой. После свадьбы супруги отправились работать и учиться в Италию. Позднее, в Швеции, они не раз устраивали совместные выставки. После рождения детей (дочь Эллинор впоследствии станет художницей) у Астри оставалось меньше времени на творчество, однако она продолжала работать, в том числе создавая портреты на заказ. Кроме того, моделями для её скульптур служили дети и муж.
Первая персональная выставка Астри Тоб состоялась в 1974 году. Затем, с 1975 года и вплоть до самой смерти, она провела 25 персональных выставок. Помимо скульптуры, Астри занималась гравюрой и рисовала акварелью. Её работы находятся как в музеях Швеции, так и на открытом пространстве в различных городах. Например, её фонтанная скульптура «Мальчик с рыбами» (Gosse med fiskar) находится рядом с больницей Уллерокер в Уппсале, а скульптурный портрет Сельмы Лагерлёф находится в скульптурном парке в Роттнеросе.
Астри Тоб умерла в 1980 году в Стокгольме.